# Yu Yonehara
Yu Yonehara (født 18. august 1994) er en japansk fodboldspiller, som spiller for den japanske fodboldklub SC Sagamihara.